# Günther Novak

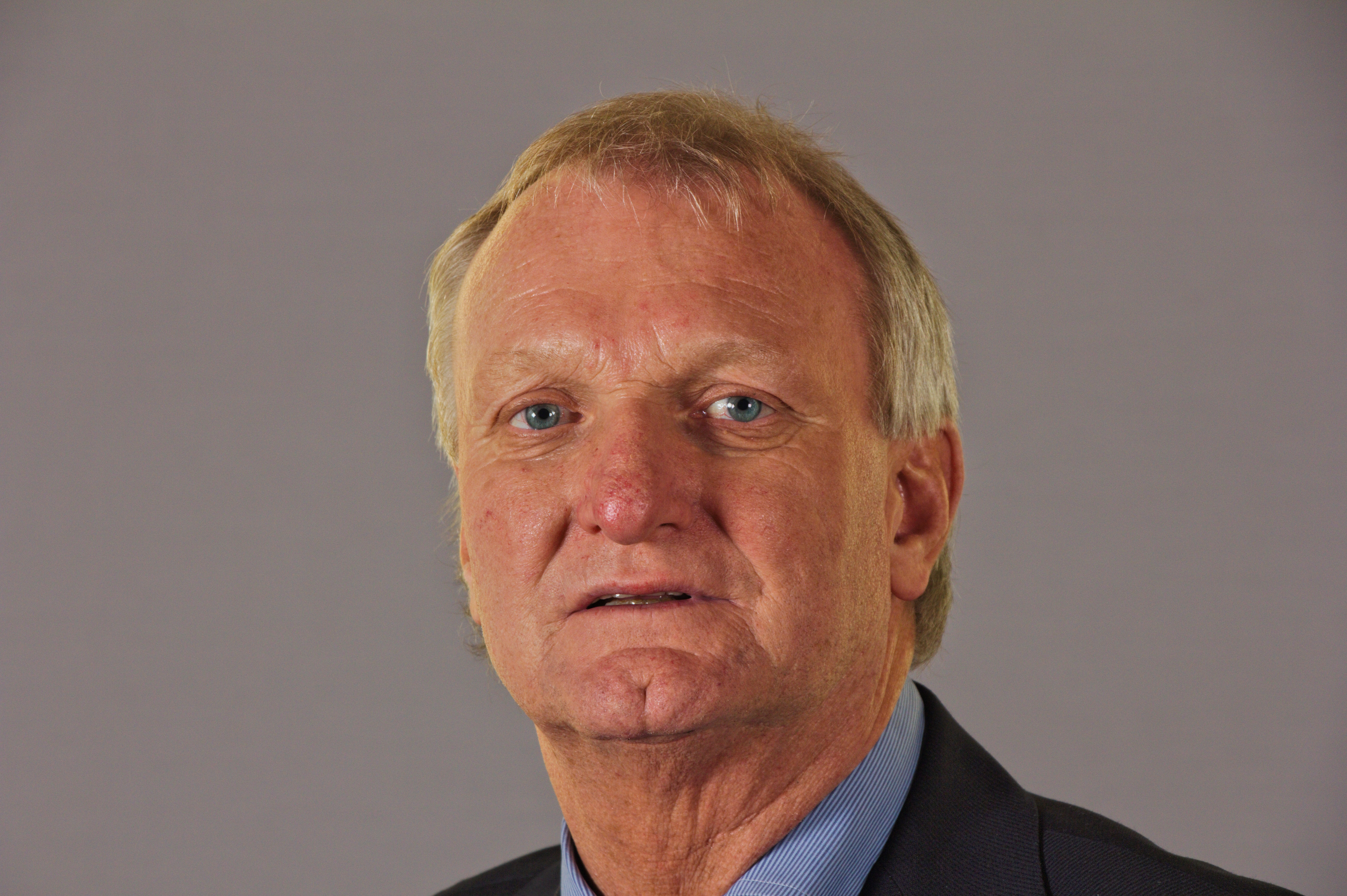
Günther Novak (2017)

Günther Novak (* 30. Mai 1955 in Bad Gastein) ist ein österreichischer Politiker (SPÖ) und Geschäftsführer. Er war von 2013 bis April 2023 vom Kärntner Landtag entsandtes Mitglied des Bundesrates.

## Ausbildung und Beruf
Novak besuchte von 1961 bis 1965 die Volksschule in Mallnitz und setzte seine Ausbildung danach von 1965 bis 1969 an der Hauptschule in Spittal an der Drau fort. Er absolvierte im Anschluss von 1969 bis 1970 den Polytechnischen Lehrgang und erlernte danach zwischen 1970 und 1973 den Beruf des Einzelhandelskaufmanns im Sporthaus Manhardt in Spittal an der Drau. Zuletzt absolvierte er von  1993 bis 1995 einen 5-semestrigen Universitätslehrgang für Tourismusmanagement an der Universität Klagenfurt, wobei er einen Abschluss zum akademischen Tourismusmanager erwarb.
Beruflich war Novak zwischen 1973 und 1974 beim Aufbau des Sportfachgeschäftes „Sporthütte Gratzer“ in Hannover tätig, danach arbeitete er von 1974 bis 1977 als Abteilungsleiter des Einkauf-Verkauf im Sportfachgeschäft Manhardt in Spittal an der Drau. Gleichzeitig war er Einkäufer für Zentrasport Österreich für die Bereiche Tennis und Bergsport. Er wechselte 1977 als Tourismusdirektor und Geschäftsführer zur Mallnitzer Liftanlagen und Fremdenverkehrs GmbH und arbeitete dort bis 1996. Danach wurde er 1996 Geschäftsführer des Strafinger Tourismusmanagementes in Pörtschach/Landskron, wobei er mit der Erarbeitung touristischer Marketingpläne und der Umsetzung von spezialisierten Angeboten in den Bereichen Wellness, Langlauf, Familien, Rad, Fischen und Golf betraut war. Zudem war er Geschäftsführer dieser Angebotsgruppen bestehend aus insgesamt 350 Betrieben und 30 Tourismusregionen. Danach war er von 2011 bis 2013 Geschäftsführer von Reisebüro, Österreich und Kärnten Radreisen.

## Politik und Funktionen
Novak trat bereits in jungen Jahren der SPÖ bei und war zwei über zwei Perioden Vizebürgermeister von Mallnitz. Seit dem Jahr 2009 fungiert Novak als Bürgermeister dieser Gemeinde. Er ist des Weiteren Mitglied und Kassier im Bezirksparteiausschuss und innerparteilich seit 1996 als Ortsparteivorsitzender der SPÖ Mallnitz aktiv.
Im Juni 2021 wurde er als Nachfolger von Doris Hahn zum Vizepräsidenten des Bundesrates gewählt. Mit 1. Jänner 2023 folgte ihm Andrea Kahofer in dieser Funktion nach. Nach der Landtagswahl in Kärnten 2023 schied er mit 12. April 2023 aus dem Bundesrat aus.

## Auszeichnungen
- 2024: Großes Goldenes Ehrenzeichen für Verdienste um die Republik Österreich[4]

## Privates
Novak ist verheiratet und Vater einer Tochter. Er ist Mitglied des Österreichischen Bergrettungsdienst bei der Landesorganisation Kärnten (Ortsstelle Mallnitz) und nennt Fußball, Laufen, Biken, Bergsteigen, Skitouren und Golf als Hobbys.